# Сан-Вісенте-де-Перейра-Жузан
Сан-Вісенте-де-Перейра-Жузан (порт. São Vicente de Pereira Jusã; МФА: [ˈsɐ̃w vi.ˈsẽ.tɨ dɨ pɨ.ˈɾɐj.ɾɐ ʒu.ˈzɐ̃]) — парафія в Португалії, у муніципалітеті Овар. Розташована в західній частині країни, на теренах історичної португальської провінції Бейра. Входить до складу округу Авейру. За адміністративним поділом, чинним до 1976 року, терени парафії були складовою провінції Берегова Бейра. Належить до Авейрівської діоцезії Католицької церкви. Патрон — святий Вікентій. Площа — 8,5948 км². Населення — 2316 ос. (2011). Середньо урбанізований регіон. Густота населення — 269,47 осіб/км²
. Код — 011506.

## Населення
| Кількість мешканців | Кількість мешканців | Кількість мешканців | Кількість мешканців | Кількість мешканців | Кількість мешканців | Кількість мешканців | Кількість мешканців | Кількість мешканців | Кількість мешканців | Кількість мешканців | Кількість мешканців | Кількість мешканців | Кількість мешканців | Кількість мешканців |
| ------------------- | ------------------- | ------------------- | ------------------- | ------------------- | ------------------- | ------------------- | ------------------- | ------------------- | ------------------- | ------------------- | ------------------- | ------------------- | ------------------- | ------------------- |
| 1864                | 1878                | 1890                | 1900                | 1911                | 1920                | 1930                | 1940                | 1950                | 1960                | 1970                | 1981                | 1991                | 2001                | 2011                |
| 1.236               | 1.172               | 1.245               | 1.312               | 1.466               | 1.560               | 1.511               | 1.761               | 1.883               | 2.024               | 2.170               | 2.354               | 2.395               | 2.400               | 2.316               |